# Заветное (Волынская область)
Заве́тное (укр. Завітне) — село в Киверцовской городской общине Луцкого района Волынской области Украине.
Код КОАТУУ — 0721883301. Население по переписи 2001 года составляет 445 человек. Почтовый индекс — 45221. Телефонный код — 3365. Занимает площадь 1,525 км².

## История
В 1946 году указом ПВС УССР село Винцентовка переименовано в Викентиевку.
До 2020 года входило в Киверцовский район.